# Vitrasia Faustina
Vitrasia Faustina (gestorben um 182) war die Tochter des Titus Pomponius Proculus Vitrasius Pollio und der Annia Fundania Faustina, einer Cousine des römischen Kaisers Mark Aurel.
Annia Fundania Faustina entstammte einer herausragenden senatorischen Familie. Ihre Mutter Annia Fundania Faustina war die Tochter des Marcus Annius Libo und somit Cousine des römischen Kaisers Mark Aurel. Sie war in den 160er-Jahren dem Kaiserhaus eng verbunden und pflegte den jungen Commodus während einer Erkrankung. Ihr Vater Titus Vitrasius Pollio hatte unter Hadrian eine herausragende senatorische Karriere begonnen, war im Jahr 176 zum zweiten Mal Konsul und wurde um das Jahr 180 mit Statuen auf dem Trajansforum sowie im Tempel des Antoninus Pius und der Faustina öffentlich geehrt.
Ihr Bruder war Titus Fundanius Vitrasius Pollio, der vor dem Jahr 170 in das Kollegium der Salier aufgenommen worden sein muss.
Vitrasia Faustina ließ laut einer Inschrift in der kampanischen Stadt Cales, aus der die gens Vitrasia ihres Vaters stammte, den Tempel der Magna Mater auf eigene Kosten wiederherstellen. Die Inschrift war wahrscheinlich prominent am Gebälk des Tempels angebracht und wurde vor dem Jahr 176 gesetzt. Um das Jahr 182 ließ Commodus sie hinrichten, wahrscheinlich in Zusammenhang mit der Verschwörung des Publius Taruttienus Paternus. Möglicherweise starb auch ihr Bruder im Rahmen der Verfolgungen, die der Verschwörung folgten. Sowohl ihr Vater als auch ihre Mutter überlebten sie, doch fiel auch ihre Mutter im Jahr 192 der Verfolgung durch Commodus zum Opfer.